# Sericosoma
Sericosoma is een vliegengeslacht uit de familie van de wolzwevers (Bombyliidae). De wetenschappelijke naam van het geslacht werd voor het eerst geldig gepubliceerd in 1850 door Justin Pierre Marie Macquart.